# كاتيا حرب
كاتيا حرب (22 نوفمبر 1976 -) هي مغنية لبنانية.

## حياتها الشخصية
ولدت في بيروت لعائلة متدينة وكانت تنوي بأن تصبح راهبة قبيل دخولها مجال الفن إلا أن الظروف عاكستها.
شقيقها عاطف حرب، كان مدير اعمالها في فترة من الفترات وشقيقتها رانيا أيضا راهبة.

## مشوارها الفني
انطلقت كاتيا حرب في مسيرتها الفنية عبر برنامج ستوديو الفن إخراج سيمون أسمر موسم 1992-1993 وقد شاركها حينها في نفس الدورة كل من المطربين ديانا حداد، كلوديا الشمالي، اليسّا، وائل الكفوري، جوانا ملاح، معين شريف وكاتيا فرح
وبعد البرنامج انطلقت كاتيا حرب في إصدار أغاني منفردة مثل لو بتعدن، حتى أكتر ما بتتصور في ألبومات مشتركة مع أصوات غنائية صاعدة على غرار ألبوم «ربيع ميوزيك بوكس» و«نجوم ستوديو الفن- جزء 1» و«جديد النجوم 96» من إنتاج ميوزيك بوكس انترناشونال بعدها أصدرت ألبومات منفردة آخرها عام 2004 مع المنتجة فاتن برازي التي تولت إدارة أعمالها نشب خلاف بينهما بعد اتهام فاتن لها بالنصب والاحتيال حيث قامت برفع هذه الدعوى مديرة أعمال الفنانة ومنتجة آخر اعمالها الفنانة السابقة فاتن برازي متهمة فيها كاتيا بالتنصل من دفع مبالغ مالية قدرت بنحو 300 ألف دولار عندما دفعتها فاتن لمصلحة الفنانة حرب وهي تمثل بدل ألحان وكلمات واعلانات وسفر واقامة لكن القضية انتهت بربح كاتيا الدعوة القضائية على فاتن. هي عضوة مغنية في نقابة الفنانين المحترفين في لبنان.

## إبتعادها وعودتها
ابتعدت عن الساحة الفنية في العام 2005 لتنصرف إلى دراسة اللاهوت في جامعة الكسليك التابعة للرهبانية المارونية
وهي في قمة نجاحها وتفرغت لمساعدة العجزة واليتامى والمحتاجين وابتعدت عن الأضواء لتؤدي رسالة انسانية طالما راودتها منذ نعومة أظافرها وبعد انقطاع عن الفن دام لمدة 7 سنوات بداية من قررت كاتيا العودة إلى مجال الغناء بداية من 2012 حيث أصدرت ألبوم دينيا بعنوان «نجمة غريبة» بالتعاون مع الأكاديمية الفنية في "Tele Lumiere".

## البومات
- 1997: بايعني
- 1999: الباب العالي
- 2000: من دله
- 2004: كاتيا 2004[10]
- 2012: نجمة غريبة[11]

## فيديو كليبات
| الأغنية      | المخرج        | المنتج                  |
| ------------ | ------------- | ----------------------- |
| عالموعد      | أسامة حريق    | ميوزيك بوكس انترناشونال |
| لو بتعدن     | أسامة حريق    | ميوزيك بوكس             |
| الباب العالي | طوني نعنوع    | ميوزيك بوكس             |
| بايعني       | مروان بركات   | ميوزيك بوكس             |
| من دله       | باسم كريستو   | ميوزيك بوكس             |
| أجمل غنية    | (حفلة)        | ميوزيك بوكس انترناشونال |
| ما فينا      | نادين لبكي    | إنتاج خاص               |
| قد الحب      | عثمان أبو لبن | فاتن برازي              |
| نور الميلاد  | طوني نعمة     | شاريتي                  |
| نجمة غريبة   | طوني نعمة     | شاريتي                  |
| لوديت        | طوني نعمة     | شاريتي                  |

## وصلات خارجية
- كاتيا حرب على موقع قاعدة بيانات الأفلام العربية
- كاتيا حرب على موقع ديسكوغز (الإنجليزية)